# إعصار شاهين
شاهين الإعصارية الشديدة (Severe Cyclonic Storm Gulab–Shaheen) تلاشى على اليابسة بسلطنة عمان، هو إعصار استوائي على بحر العرب ضرب سلطنة عمان، بعد أن أثرت مؤخرا أوديشا، وأندرا برديش، وولاية البنغال الغربية في الهند.
هو الإعصار الاستوائي الثالث من موسم أعاصير شمال المحيط الهندي لعام 2021، بالإضافة إلى أنه رابع عاصفة مسماة لهذا الموسم. يمكن تتبع أصول الإعصار مرة أخرى إلى منطقة الضغط المنخفض الواقعة فوق خليج البنغال

في 24 سبتمبر 2021. تكون النظام بسرعة، وقامت إدارة الأرصاد الجوية الهندية (IMD) بترقية النظام إلى منخفض في نفس اليوم. في اليوم التالي، تم تعزيز النظام ليصبح عاصفة إعصارية، وخصصت له IMD اسم «قولاب» (Gulab). في 26 سبتمبر، وصل قولاب إلى اليابسة في الهند وأضعف براً، قبل أن يتحول إلى أدنى مستوى متبقٍ في 28 سبتمبر. استمر النظام في التحرك غربًا، وظهر في بحر العرب في 29 سبتمبر، قبل أن يتجدد إلى منخفض في وقت مبكر من اليوم التالي. في وقت مبكر من الأول من أكتوبر، تم تعزيز النظام ليصبح عاصفة إعصارية، وأطلقت عليه (IMD) اسم ''شاهين''.                             
عاصفة شاهين الإعصارية الشديدة (Severe Cyclonic Storm Gulab–Shaheen) تلاشى على اليابسة بسلطنة عمان، هو إعصار استوائي على بحر العرب ضرب سلطنة عمان، بعد أن أثرت مؤخرا أوديشا، وأندرا برديش، وولاية البنغال الغربية في الهند.
هو الإعصار الاستوائي الثالث من موسم أعاصير شمال المحيط الهندي لعام 2021، بالإضافة إلى أنه رابع عاصفة مسماة لهذا الموسم. يمكن تتبع أصول الإعصار مرة أخرى إلى منطقة الضغط المنخفض الواقعة فوق خليج البنغال
في 24 سبتمبر 2021. تكون النظام بسرعة، وقامت إدارة الأرصاد الجوية الهندية (IMD) بترقية النظام إلى منخفض في نفس اليوم. في اليوم التالي، تم تعزيز النظام ليصبح عاصفة إعصارية، وخصصت له IMD اسم «قولاب» (Gulab). في 26 سبتمبر، وصل قولاب إلى اليابسة في الهند وأضعف براً، قبل أن يتحول إلى أدنى مستوى متبقٍ في 28 سبتمبر. استمر النظام في التحرك غربًا، وظهر في بحر العرب في 29 سبتمبر، قبل أن يتجدد إلى منخفض في وقت مبكر من اليوم التالي. في وقت مبكر من الأول من أكتوبر، تم تعزيز النظام ليصبح عاصفة إعصاريه، وأطلقت عليه (IMD) اسم ''شاهين''.

## روابط خارجية
- Indian Meteorological Department
- JTWC Best Track Data of Tropical Cyclone 03B (Shaheen-Gulab)
- 03B.SHAHEEN-GULAB from the U.S. Naval Research Laboratory